# Geovany Quenda
Geovany Tcherno Quenda (Bisáu, 30 de abril de 2007) es un futbolista portugués de ascendencia bisauguineana. Juega de extremo derecho y su equipo actual es el Sporting Club de Portugal de la Primeira Liga.

## Trayectoria
Fue convocado por primera vez en el plantel absoluto de Sporting de Lisboa en la fecha 10 de la Primeira Liga 2023-24, el entrenador Rúben Amorim lo colocó en el banco de suplentes con 16 años pero no ingresó y vencieron 3-2 al Estrela da Amadora.
Su debut en el primer equipo se produjo en el primer partido de la temporada 2024-25, el 3 de agosto de 2024, a pesar de ser su primer encuentro oficial jugó el partido completo en la Supercopa contra Porto, convirtió un gol pero perdieron 3-4.
El 20 de marzo de 2025 se hizo oficial su traspaso al Chelsea por un valor de 52 millones de euros, acordaron que se sume al club inglés a mediados de 2026.

## Selección nacional
Ha sido internacional con la selección de fútbol de Portugal en las categorías juveniles sub-17 y sub-21.
Debutó con los Lusos el 17 de mayo de 2023, fue en el primer partido de la fase de grupos del Campeonato Europeo Sub-17 de la UEFA 2023, a pesar de dar un año de ventaja jugó como titular pero fueron derrotados 0-4 por Alemania. Luego derrotaron a Escocia y cerraron con un empate 1-1 ante Francia. Por diferencia de goles no pudieron clasificar a octavos de final, Quenda estuvo presente en los 3 encuentros.
Posteriormente fue convocado a una nueva camada sub-17, para jugar una serie de amistosos en septiembre. Portugal mostró un buen nivel y derrotaron a Inglaterra, España y Marruecos, Geovany convirtió un gol por partido y en el último brindó 2 asistencias.
Durante el 2024 fue convocado a selección absoluta por primera vez, para la fecha FIFA de setiembre, estuvo en el banco de suplentes contra Escocia por la Nations League, no tuvo minutos y ganaron 2-1. En octubre fue citado a la sub-21, a pesar de ser categoría sub-17 ese año, debutó el 11 de octubre, jugó como titular contra Feroe y ganaron 1-3.

## Estadísticas

### Clubes
Actualizado al último partido disputado el 17 de agosto de 2025.
| Club                        | Div.          | Temporada     | Liga  | Liga  | Liga   | Copas nacionales | Copas nacionales | Copas nacionales | Copas internacionales | Copas internacionales | Copas internacionales | Total | Total | Total  |
| Club                        | Div.          | Temporada     | Part. | Goles | Asist. | Part.            | Goles            | Asist.           | Part.                 | Goles                 | Asist.                | Part. | Goles | Asist. |
| --------------------------- | ------------- | ------------- | ----- | ----- | ------ | ---------------- | ---------------- | ---------------- | --------------------- | --------------------- | --------------------- | ----- | ----- | ------ |
| Sporting C. P. Portugal     | 1.ª           | 2023-24       | 0     | 0     | 0      | -                | -                | -                | 0                     | 0                     | 0                     | 0     | 0     | 0      |
| Sporting C. P. Portugal     | 1.ª           | 2024-25       | 34    | 2     | 5      | 10               | 1                | 2                | 10                    | 0                     | 1                     | 54    | 3     | 8      |
| Sporting C. P. Portugal     | 1.ª           | 2025-26       | 2     | 0     | 2      | 1                | 0                | 0                | -                     | -                     | -                     | 3     | 0     | 2      |
| Sporting C. P. Portugal     | Total club    | Total club    | 36    | 2     | 7      | 11               | 1                | 2                | 10                    | 0                     | 1                     | 57    | 3     | 10     |
| Sporting C. P. "B" Portugal | 3.ª           | 2023-24       | 9     | 2     | 2      | —                | —                | —                | —                     | —                     | —                     | 9     | 2     | 2      |
| Sporting C. P. "B" Portugal | Total club    | Total club    | 9     | 2     | 2      | 0                | 0                | 0                | 0                     | 0                     | 0                     | 9     | 2     | 2      |
| Total carrera               | Total carrera | Total carrera | 45    | 4     | 9      | 11               | 1                | 2                | 10                    | 0                     | 1                     | 66    | 5     | 12     |
| 1. 2.                       |               |               |       |       |        |                  |                  |                  |                       |                       |                       |       |       |        |

### Selección
Actualizado al último partido disputado el 21 de junio de 2025.
| Selección         | Temporada         | Continental | Continental | Continental | Mundial | Mundial | Mundial | Amistosos | Amistosos | Amistosos | Total | Total | Total  |
| Selección         | Temporada         | Part.       | Goles       | Asist.      | Part.   | Goles   | Asist.  | Part.     | Goles     | Asist.    | Part. | Goles | Asist. |
| ----------------- | ----------------- | ----------- | ----------- | ----------- | ------- | ------- | ------- | --------- | --------- | --------- | ----- | ----- | ------ |
| Sub-17 Portugal   | 2022-23           | 3           | 0           | 0           | —       | —       | —       | 0         | 0         | 0         | 3     | 0     | 0      |
| Sub-17 Portugal   | 2023-24           | 12          | 3           | 2           | -       | -       | -       | 3         | 3         | 2         | 15    | 6     | 4      |
| Sub-17 Portugal   | Total sel.        | 15          | 3           | 2           | 0       | 0       | 0       | 3         | 3         | 2         | 18    | 6     | 4      |
| Sub-21 Portugal   | 2024-25           | 6           | 3           | 3           | —       | —       | —       | 1         | 0         | 1         | 7     | 3     | 4      |
| Sub-21 Portugal   | Total sel.        | 6           | 3           | 3           | 0       | 0       | 0       | 1         | 0         | 1         | 7     | 3     | 4      |
| Absoluta Portugal | 2024              | 0           | 0           | 0           | —       | —       | —       | -         | -         | -         | 0     | 0     | 0      |
| Absoluta Portugal | 2025              | 0           | 0           | 0           | —       | —       | —       | 0         | 0         | 0         | 0     | 0     | 0      |
| Absoluta Portugal | Total sel.        | 0           | 0           | 0           | 0       | 0       | 0       | 0         | 0         | 0         | 0     | 0     | 0      |
| Total selecciones | Total selecciones | 21          | 6           | 5           | 0       | 0       | 0       | 4         | 3         | 3         | 25    | 9     | 8      |
| 1.                |                   |             |             |             |         |         |         |           |           |           |       |       |        |

## Palmarés

### Títulos internacionales
| Título                      | Equipo                | Sede   | Año  |
| --------------------------- | --------------------- | ------ | ---- |
| Liga de Naciones de la UEFA | Selección de Portugal | Múnich | 2025 |

### Títulos nacionales
| Título           | Equipo         | País     | Año  |
| ---------------- | -------------- | -------- | ---- |
| Primeira Liga    | Sporting C. P. | Portugal | 2024 |
| Primeira Liga    | Sporting C. P. | Portugal | 2025 |
| Copa de Portugal | Sporting C. P. | Portugal | 2025 |

### Distinciones individuales
| Distinción                                                                             | Año  |
| -------------------------------------------------------------------------------------- | ---- |
| Parte del equipo ideal del Campeonato de Europa Sub-17                                 | 2024 |
| Parte de los 60 mejores jugadores jóvenes del mundo para The Guardian (categoría 2007) | 2024 |
| Nominado al Premio Golden Boy                                                          | 2025 |
| Parte del equipo ideal de la Eurocopa Sub-21                                           | 2025 |